# Filip Veverka
Filip Veverka (* 18. června 1978, Brno) je český tanečník, bývalý sólista baletu Národního divadla a choreograf. Jeho partnerkou je baletka Miho Ogimoto.

## Život
Po dokončení Taneční konzervatoře v Brně v roce 1996 byl přijat do angažmá v Národním divadle v Praze a o dva roky později už zde byl sólistou baletu. Během toho také hostoval v řadech divadel jako například v Národním divadle Brno a divadle J. K. Tyla v Plzni. V pražském Národním divadle byl do roku 2003, odkud odešel na dvě sezóny do Tulsa Ballet v americké Tulse v Oklahomě. Následně působil jako sólista v Deutsche Oper am Rhein v Düsseldorfu a v sezoně 2009/2010 byl členem Švédského královského baletu ve Stockholmu. Poté se vrátil zpět do České republiky a vystupoval ve Státní opeře Praha. Mezi léty 2011 až 2015 byl ale sólistou baletu v Národním divadle Brno a při tom hostoval ve Staatstheater Karlsruhe a Národním divadle v Praze. Po ukončení profesní taneční kariéry vykonával od roku 2015 funkce asistenta baletu a baletního mistra v Národním divadle Moravskoslezském a Divadle F. X. Šaldy v Liberci. V roce 2017 měl ale debut jako choreograf. Vytvořil totiž baletní představení Manon pro Divadlo Josefa Kajetána Tyla v Plzni. Působí na volné noze jako asistent a baletní mistr v baletním souboru v Innsbrucku a věnuje se choreografii, pedagogické činnosti a připravuje vlastní projekty.
Během své profesní taneční kariéry vytvořil řadu rolích jako například Basila v Donu Quijotovi, Venkovského chlapce a Alberta v Giselle, Velitele/Exekutora/G. Craiga v Isadoře Duncan, Rudovouse v Labutím jezeře, Strach v Mauglím, Druhého kabaretiéra v Někdo to rád..., Prince v Popelce, Benvolia a Tybalta v Romeovi a Julii, Prince v Šípkové Růžence/Spící krasavici, titulní roli v Oněginovi a měl sólo v Sinfoniettě.
V roce 1997 získal Cenu Philip Morris pro začínajícího tanečníka. Za rok 2003 obdržel cenu Thálie v oboru balet, pantomima a současný tanec za roli Petruccia v inscenaci Zkrocení zlé ženy v Národním divadle. Na cenu Thálie byl už nominován za rok 1999 za roli Basila v inscenaci Donu Quijotovi v Divadle J. K. Tyla a za rok 2011 za roli Vévody Alberta v inscenaci Giselle v Národním divadle Brno.